# Parcul Național Batang Gadis
Batang Gadis este un parc național care acoperă 1.080 km² din provincia Sumatra de Nord, Indonezia, situat la altitudini cuprinse între 300 și 2.145 de metri. Este numit după râul Batang Gadis, care curge în parc. În parc au fost observate semne de tigru de Sumatra, care este pe cale de dispariție, și de pisică a lui Temminck, pisică leopard și leopard de copac, care sunt specii vulnerabile. Protejarea parcului Batang Gadis ca parc național face parte dintr-un plan de a crea coridorul de conservare a biodiversității Sumatrei de Nord care va fi conectat, printr-o serie de arii și păduri protejate, de Parcul Național Gunung Leuser, care se află în nordul insulei.

## Floră și faună
În parc se află cel puțin 47 de specii de mamifere, 247 de păsări, 240 de plante vasculare și 1.500 de microorganisme.
Prin eșantionarea unei suprafețe de 200 de metri pătrați, cercetătorii au descoperit 242 de specii de plante vasculare, adică aproximativ 1 % din flora totală a Indoneziei. Heptapleurum aromaticum este adesea cea mai comună plantă găsită în subarboretul pădurilor primare montane, unde se găsește la densități de 7 % până la 17 % în covorul vegetal al pădurii. Feriga Diplazium proliferum este a doua cea mai comună plantă din zonă. La înălțimi mai mici, în deopotrivă păduri primare și secundare, este totodată a doua cea mai (după Dracontomelon dao) preponderentă plantă de subarboret, dar se găsește la densități mai mici. Pe pământ mai puțin divers și mai puternic degradat, totuși, este chiar și mai preponderentă, găsindu-se în până la 25 % din covorul vegetal al pădurii. Acolo unde pădurea este perturbată, singura specie de subarboret mai comună în parc decât H. aromaticum este Ganua kingiana.
Mamiferele ce pot fi găsite sunt tigrul de Sumatra, tapirul malaezi, porcul spinos malaez, pisica lui Temminck, pisici leopard, Muntiacus vaginalis, Capricornis sumatraensis, Tragulus javanicus, Arctictis binturong, ursul malaez și zambarul. Există 13 specii de păsări înregistrate ca fiind endemice parcului, printre care Lophura inornata și Hydrornis schneideri. Amfibienii cuprind gimnofionul Ichtyopis glutinosa și broasca Pelobatrachus nasutus.
În 2008, populația de tigri de Sumatra a fost estimată ca numărând circa 30 până la 100 de exemplare. În 2013, efectivul acestora a fost estimat ca fiind între 23 și 76 de exemplare, adică 20 % din populația totală.

## Conservare și amenințări
Părți din pădurea dinăuntrul parcului național sunt protejate începând din 1921 de către guvernul colonial neerlandez. Propunerea pentru un parc național a fost înaintată de guvernul local în 2003, iar Parcul Național Batang Gadis a fost declarat în 2004.
Viețuitoarele sălbatice din parc sunt amenințate de braconaj și de alunecările de teren cauzate de activitatea unei companii australiene de exploatare a aurului căreia i-au fost concesionate 2.000 km² de teren, o parte din care se suprapune cu parcul.